# 萨卡里·奥拉莫
萨卡里·马库斯·奥拉莫，OBE（1965年10月26日—），是一位芬兰指挥家。他目前担任BBC交響樂團和皇家斯德哥尔摩爱乐乐团的首席指挥。

## 生平
奥拉莫生于赫尔辛基，他在芬兰广播交响乐团以小提琴手和樂團首席的身份开始他的职业生涯。1989年，他在西贝柳斯音乐学院参加了约尔马·帕努拉的指挥课程。1993年，就在课程结束后一年，他顶替一位生病的指挥，执棒芬兰广播交响乐团。这次的成功演出让他被任命为副首席指挥。奥拉莫也与流行乐队Avanti!共事过。奥拉莫于1995年成为博滕室内乐团的主要客座指挥，并于2009年成为其首席指挥之一。2013年，他成为乐团的艺术总监。
1996年9月，奥拉莫被任命为伯明翰市立交響樂團（CBSO）的首席指挥，在任命之前他曾执棒过两次CBSO的音乐会。随后，他于1998年成为音乐总监和艺术顾问。他在伯明翰的作品包括「Floof!现代音乐节」等。他还在CBSO的音乐会和录音中支持约翰·福尔兹的音乐作品。从2003年到2012年，奥拉莫是芬兰广播交响乐团的唯一首席指挥。
2007年，他在爱德华·埃尔加的115年纪念活动中表现突出，并因其推进埃尔加的音乐的努力而于2008年获得了埃尔加奖章。2008年，奥拉莫辞去了CBSO音乐总监的职务，成为乐团2008-2009季的首席客座指挥。
2007年4月，奥拉莫作为英国管弦乐团的八位指挥家之一，拥护了一项10年古典音乐宣传宣言：“建立在卓越之上：21世纪的管弦乐队”，以在英国推广古典音乐，活动包括赠予所有英国学童一场古典音乐会的免费入场券。除了他的指挥和录音作品，奥拉莫也在报纸上发表关于音乐的文章。
2008年9月，奥拉莫成为皇家斯德哥尔摩爱乐乐团的首席指挥和艺术顾问。他最初的签约时长为三年。他与皇家斯德哥尔摩爱乐录制了罗伯特·舒曼的交响曲作品。2011年，奥拉莫与皇家斯德哥尔摩爱乐的签约延至2015年。2016年4月，签约又延至2020年。他曾与皇家斯德哥尔摩爱乐合作为BIS等品牌制作商业唱片。
2011年10月，奥拉莫第一次作为客座指挥执棒BBC交響樂團（BBCSO），这是他第一次做位于伦敦的乐团的客座指挥。在这场音乐会的基础上，在2012年2月，奥拉莫被任命为BBCSO的第13任首席指挥，在2013年逍遥音乐节的第一晚前生效。他最初的签约时长为三年，额外两年等待后续选择。奥拉莫在2012-2013季担任指定首席指挥；2015年9月，BBCSO宣布签约延至2019-2020季；2018年5月，BBCSO表示奥拉莫的签约将延至2022年；2020年10月，BBCSO宣布将进一步延至2023年9月；2022年4月，又宣布延至2025/26乐季结束。他曾与BBCSO合作为harmonia mundi等品牌制作商业唱片。
2004年，奥拉莫与科姆西，以及安妮卡·米莱里（Annika Mylläri）和罗伯特·麦克劳德（Robert McLoud），成立了西海岸科科拉歌剧院。奥拉莫目前担任其副主席和首席指挥。

## 荣誉与奖项
- 大英帝國勳章，2009年5月[1]

## 个人生活
奥拉莫与芬兰女高音阿努·科姆西结婚，他们育有2个儿子，塔维（Taavi）和勒维（Leevi）。